# Novosilka, Iemilciîne
Novosilka (în ucraineană Новосілка) este un sat în comuna Berezivka din raionul Iemilciîne, regiunea Jîtomîr, Ucraina.

## Demografie
Componența lingvistică a localității Novosilka
     Ucraineană (97,2%)
     Rusă (1,87%)
     Alte limbi (0,93%)
Conform recensământului din 2001, majoritatea populației localității Novosilka era vorbitoare de ucraineană (97,2%), existând în minoritate și vorbitori de rusă (1,87%).